# نیجریه ایرویز
نیجریه ایرویز (انگلیسی: Nigeria Airways) شرکت دولتی هواپیمایی نیجریه‌ای است، که در سال ۱۹۵۸ تأسیس شد.